# Radzanów (gmina w powiecie buskim)
Radzanów (1867–1870 Olganów) – dawna gmina wiejska istniejąca do 1954 roku w woj. kieleckim. Nazwa gminy pochodzi od wsi Radzanów, lecz siedzibą władz gminy był Olganów. 
Gmina powstała w połowie 1870 roku, za Królestwa Polskiego z obszaru zniesionej gminy Olganów; należała do powiatu stopnickiego w guberni kieleckiej (utworzonej w 1867).
W okresie międzywojennym gmina Radzanów należała do powiatu stopnickiego w woj. kieleckim. Po wojnie gmina zachowała przynależność administracyjną. 12 marca 1948 roku zmieniono nazwę powiatu stopnickiego na buski. Według stanu z dnia 1 lipca 1952 roku gmina składała się z 11 gromad: Baranów, Bilczów, Dobrowoda, Gluzy Szlacheckie, Hołudza, Łatanice, Olganów, Piasek Wielki, Radzanów, Wolica i Zbludowice.
Jednostka została zniesiona 29 września 1954 roku wraz z reformą wprowadzającą gromady w miejsce gmin. Po reaktywowaniu gmin z dniem 1 stycznia 1973 roku gminy Radzanów nie przywrócono, a jej dawny obszar wszedł głównie w skład gminy Busko-Zdrój.